# Alwin Münchmeyer (Kaufmann, 1844)

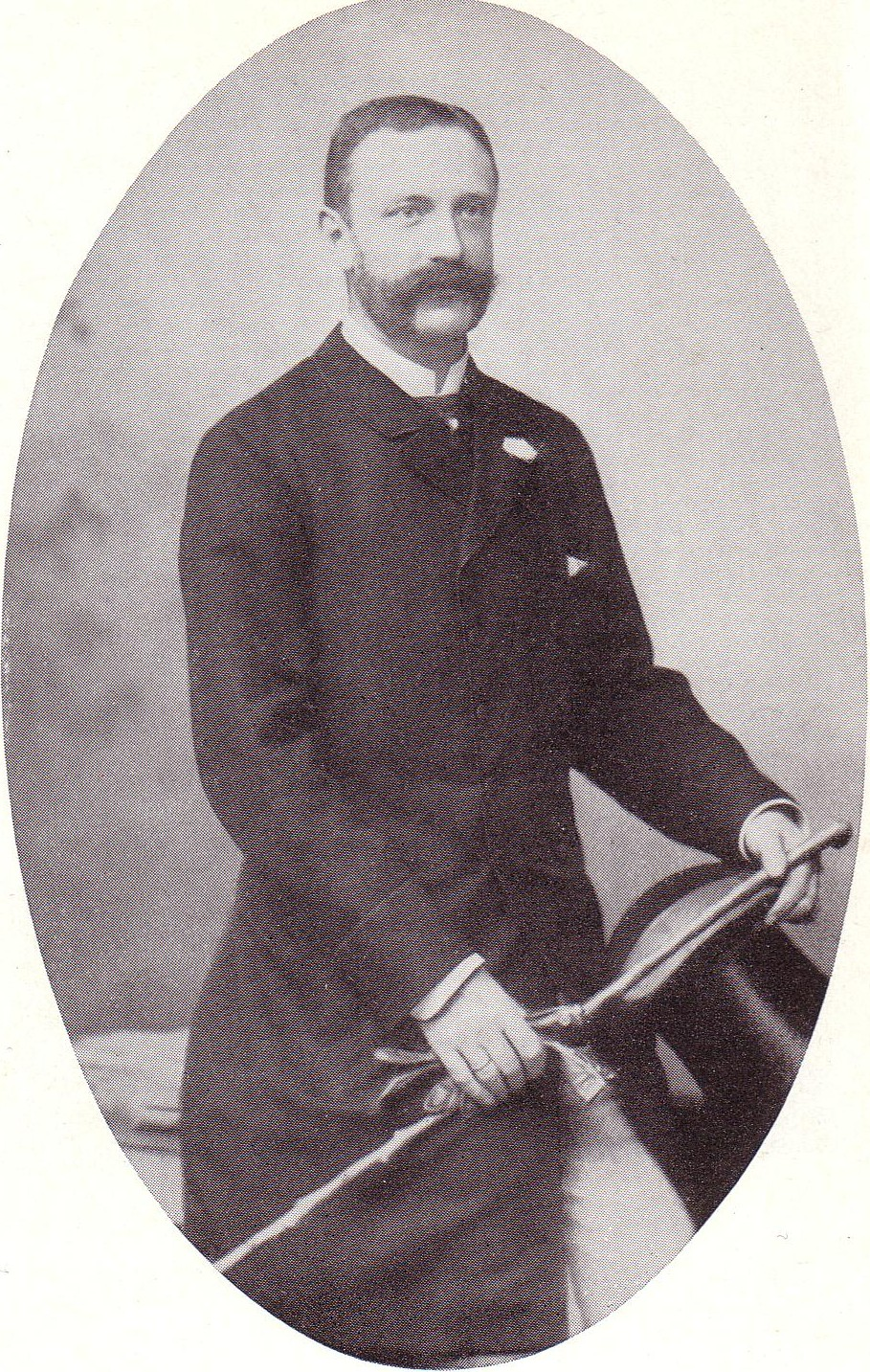
Alwin Münchmeyer d. Ä., Mitinhaber des Hamburger Privatbankhauses Münchmeyer & Co.

Friedrich Ernst Alwin Münchmeyer, genannt Alwin Münchmeyer der Ältere (* 3. Dezember 1844 in Werl; † 6. August 1895 in Hamburg), war Kaufmann und Mitinhaber der Firma „Münchmeyer & Co.“.

## Familie
Alwin Münchmeyer entstammte einer alten niedersächsischen Familie und war der Sohn des Hamburger Kaufmanns und Bankiers Hermann Münchmeyer d. Ä. (1815–1909) und der Emma Flashoff (1821–1905).
Er heiratete am 18. September 1872 Therese Albert (* 26. November 1852 in Rio de Janeiro; † 6. März 1932 in Hamburg), die Tochter des Hamburger Kaufmanns Rudolf Albert (1815–1880), zuvor Kaufmann in Rio de Janeiro, und der Luise von Dehn, geborene Braun (1831–1916).
Sein Sohn war Hermann Münchmeyer d. J. (1875–1950), Kaufmann und Mitinhaber der Firma Münchmeyer & Co. Seine Tochter Gertrud Münchmeyer (1882–1966) heiratete 1903 Albrecht Riedesel zu Eisenbach.
Sein Enkel war der Hamburger Kaufmann und Bankier (Heinrich) Alwin Münchmeyer (1908–1980).

## Leben
„Friedrich Ernst Gerhard Alwin Münchmeyer“ trat am 1. Januar 1869 in das väterliche Unternehmen Münchmeyer & Co. ein und war seit 1885 Mitglied der Handelskammer.

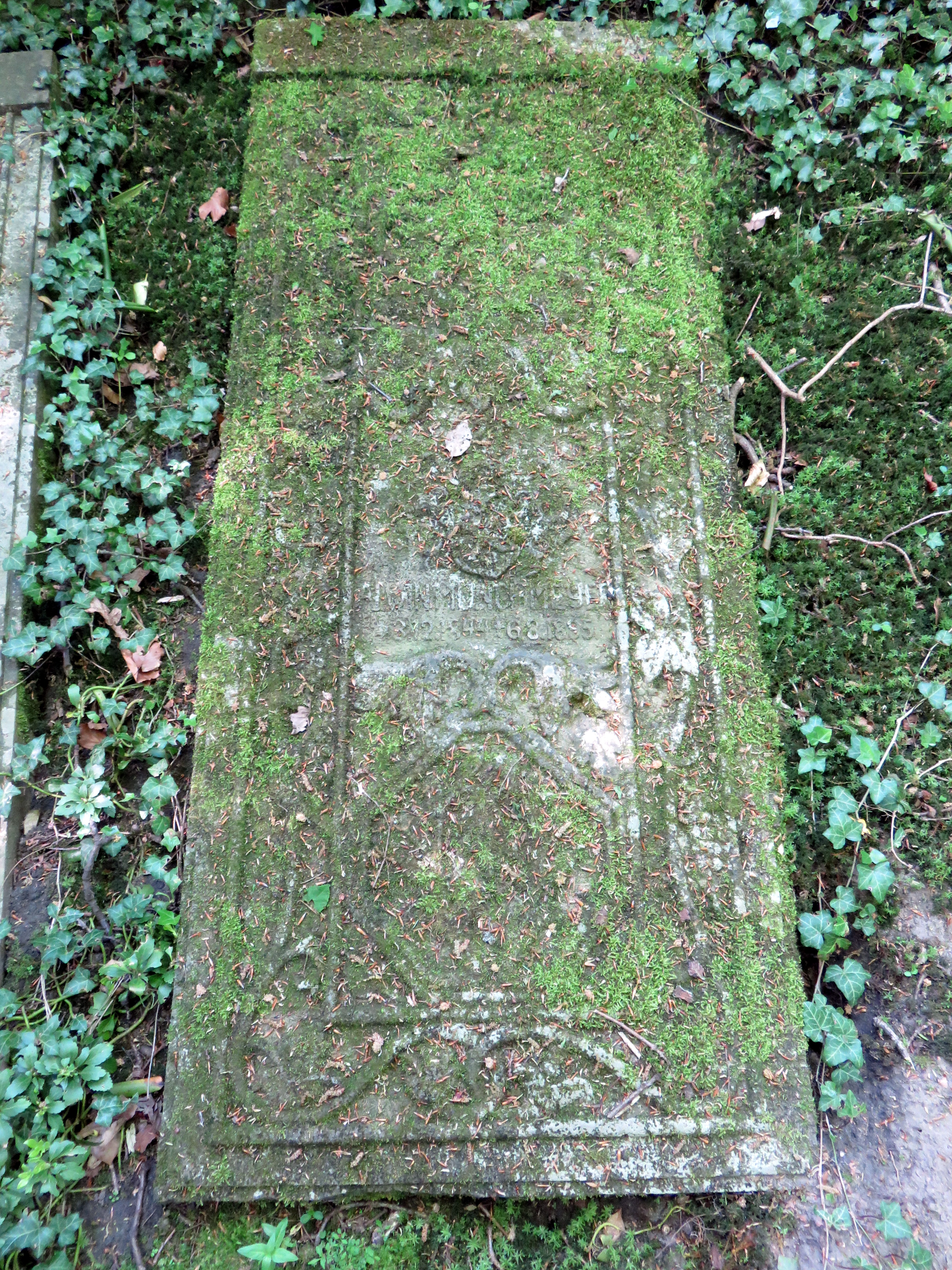
Grabplatte des Familiengrabs auf dem Ohlsdorfer Friedhof

Alwin Münchmeyer wurde im Bereich der rondeelartigen Familiengrabanlage auf dem Ohlsdorfer Friedhof beigesetzt (Planquadrat AA 19 zwischen Waldstraße und Stiller Weg).